# Sulmierzyce
Pour les articles homonymes, voir Sulmierzyce (homonymie).
Sulmierzyce (prononciation : [sulmʲɛˈʐɨt͡sɛ], en allemand : Sulmierschütz) est une ville de la Voïvodie de Grande-Pologne et du powiat de Krotoszyn.
Elle est située à environ 12 km au sud-est de Krotoszyn et à environ 97 km au sud-est de Poznań, capitale de la voïvodie de Grande-Pologne.

La ville constitue elle-même une gmina à part entière.
Elle s'étend sur 29,29 km2 et comptait 2 895 habitants en 2012.

## Géographie
Sulmierzyce est située au sud de la voïvodie de Grande-Pologne, à la frontière avec celle de Basse-Silésie. Le paysage est à dominante rurale, avec des plaines de cultures et des plateaux. La ville est traversée par la rivière Czarna Woda, et s'étend sur 29,29 km2.

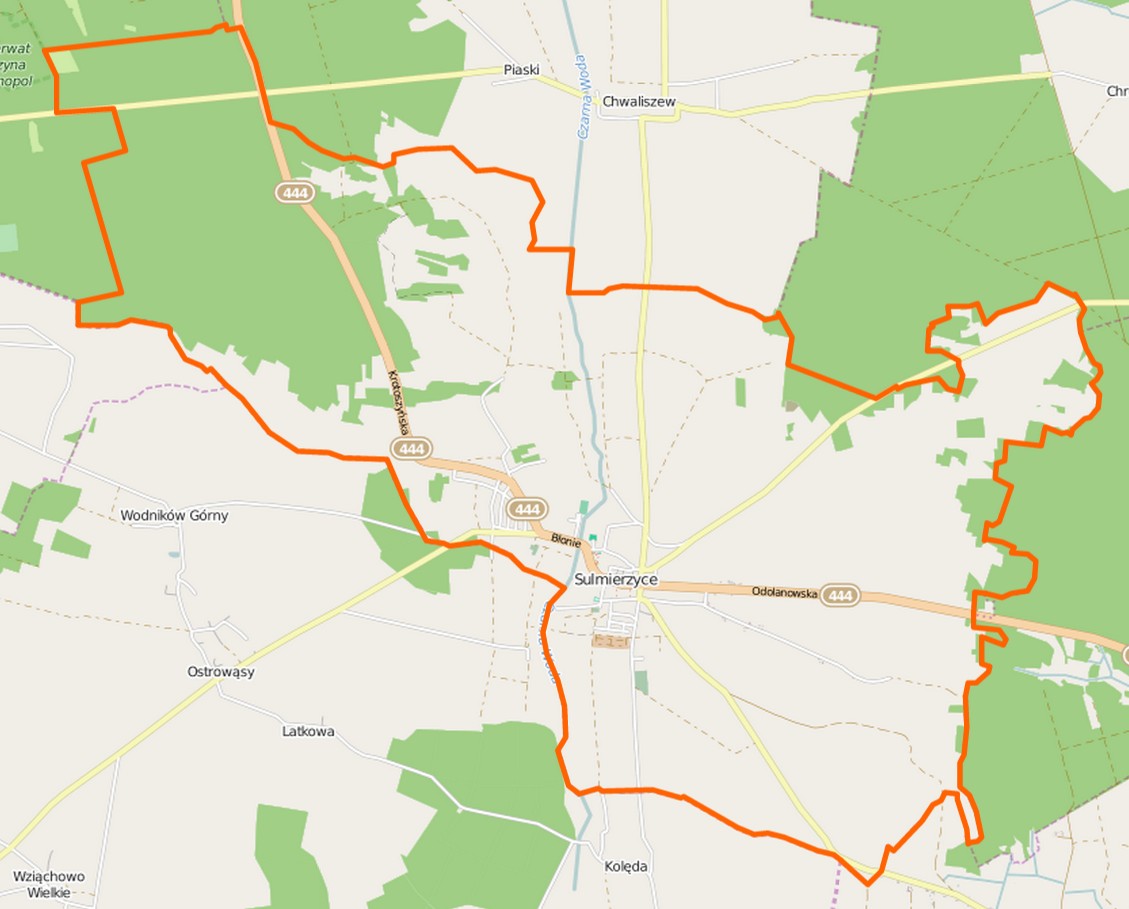
Plan de la ville.
Position de la ville sur la carte du powiat.

### Structure du terrain
D'après les données de 2002, la superficie de la commune de Sulmierzyce est de 29,98 km2, répartis comme tel :
- terres agricoles : 64 %
- forêts : 18 %

La commune représente 4,06 % de la superficie du powiat.

## Histoire
De 1815 à 1919, Sulmierzyce fait partie de l'arrondissement d'Adelnau dans le district de Posen au sein de la province de Posnanie.
De 1975 à 1998, Sulmierzyce faisait partie du territoire de la voïvodie de Kalisz. Depuis 1999, la ville fait partie du territoire de la voïvodie de Grande-Pologne.

## Monuments
- l'hôtel de ville, en bois, construit en 1743 ;
- l'église paroissiale de l'Assomption de la Vierge Marie, construite en 1879 à la suite de l'incendie de l'édifice précédent ;
- le moulin à vent, construit au XIXe siècle.

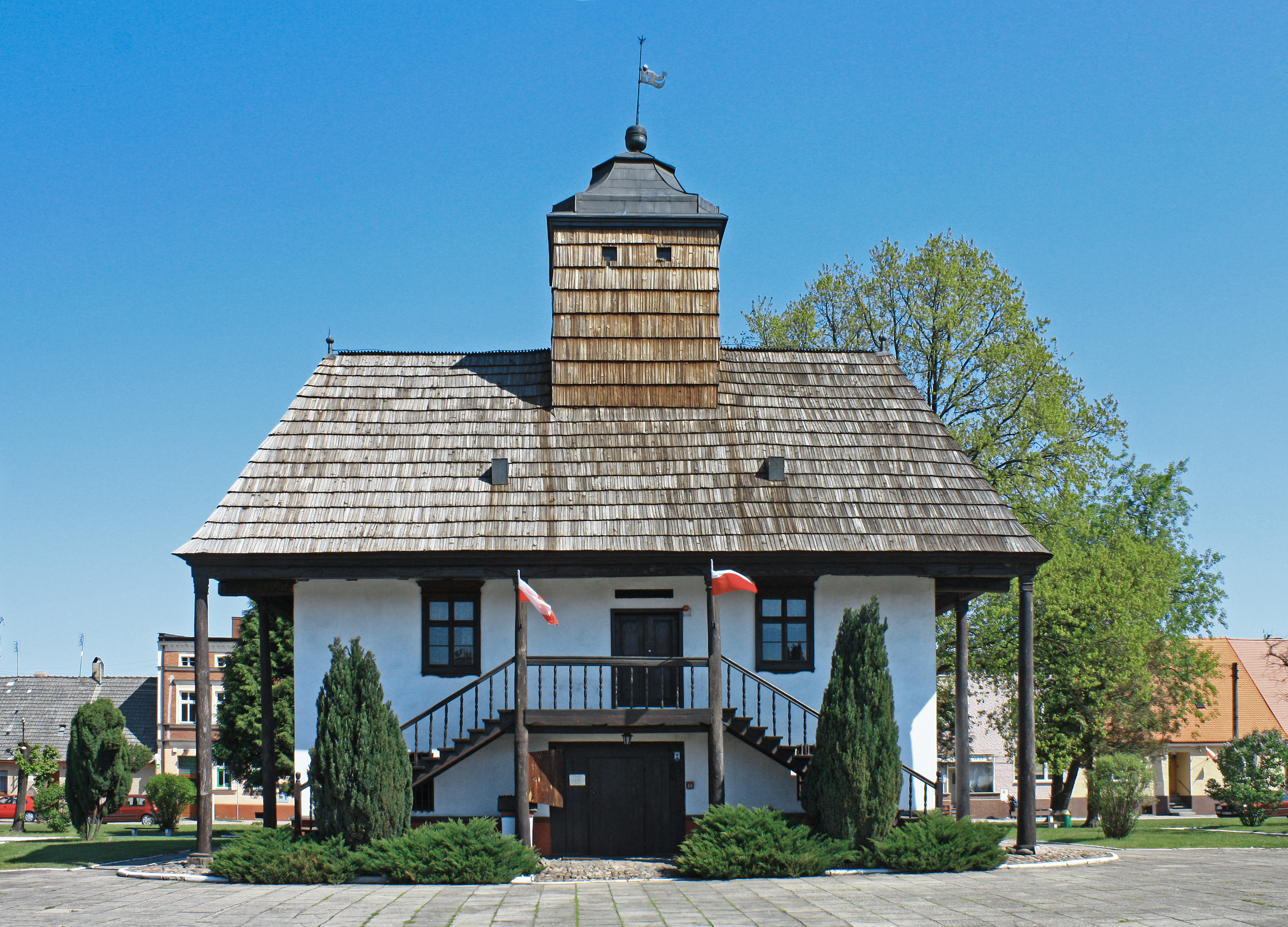
L'hôtel de ville.
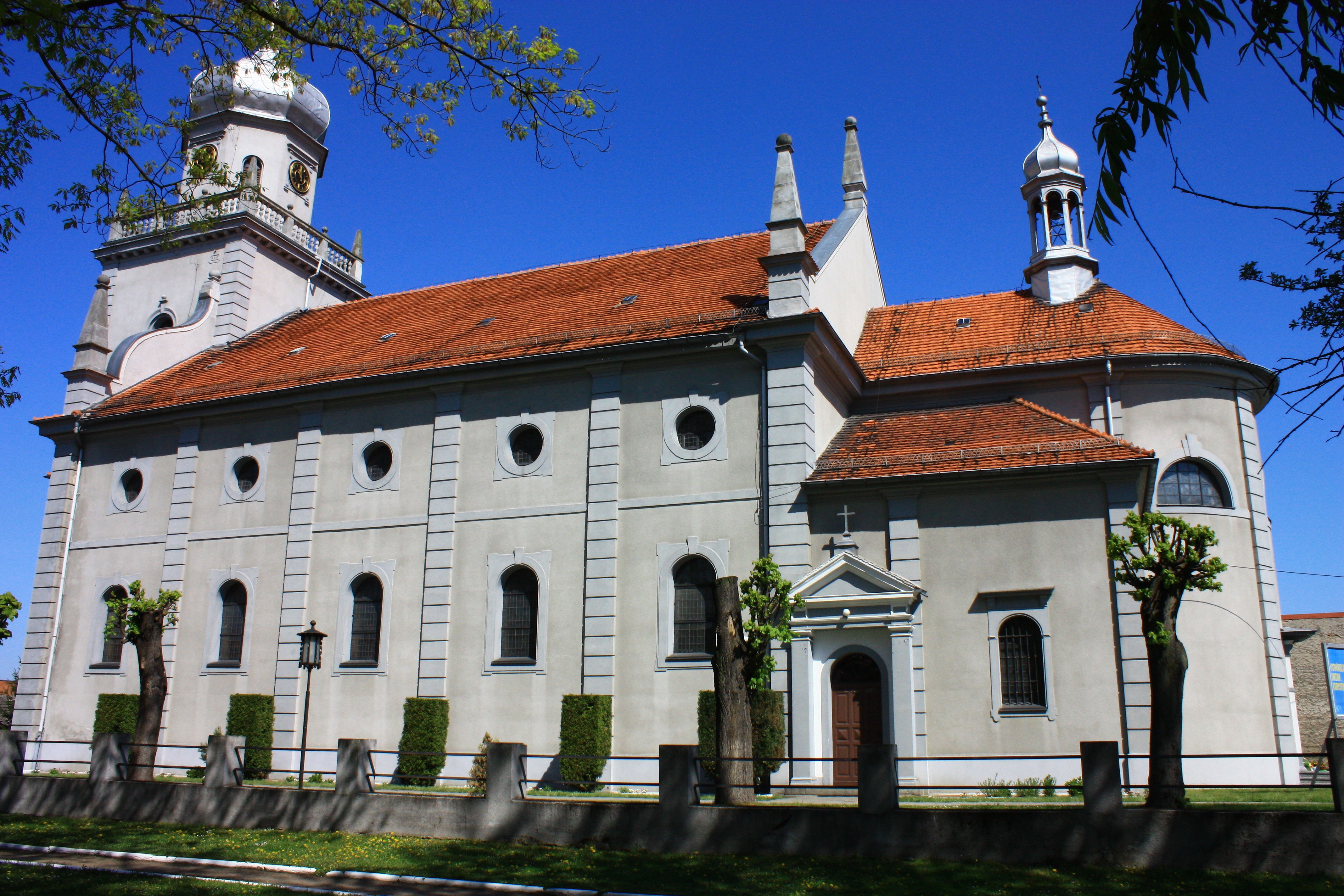
L'église paroissiale.
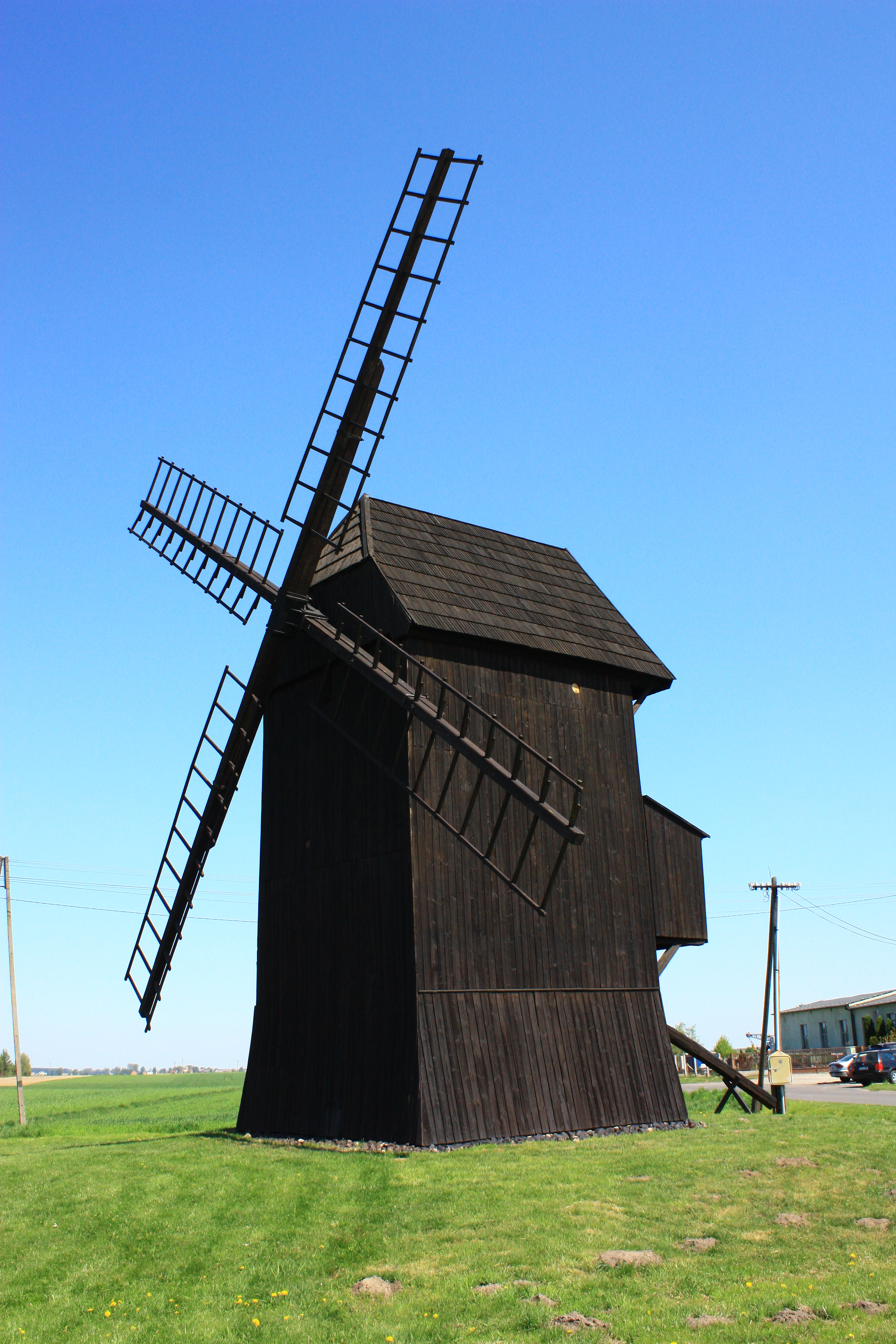
Le moulin.

## Démographie
Données du 31 décembre 2012 :
| Description        | Total  | Total | Femmes | Femmes | Hommes | Hommes |
| ------------------ | ------ | ----- | ------ | ------ | ------ | ------ |
| Unité              | Nombre | %     | Nombre | %      | Nombre | %      |
| population         | 2895   | 100   | 1454   | 50,2   | 1441   | 49,8   |
| Densité (hab./km²) | 98,8   | 98,8  | 49,6   | 49,6   | 49,2   | 49,2   |

## Voies de communication
La route voïvodale 444 (pl) (qui relie Krotoszyn à Ostrzeszów) passe par la ville.